# Matthew Berry (chính khách)
Matthew B. Berry (sinh ngày 27 tháng 9 năm 1972) là một chính khách và luật sư của đảng Cộng hòa. Ông đã thách đấu cựu quân nhân Patrick Murray trong cuộc bầu cử sơ bộ của đảng Cộng hòa năm 2010 tại Quận 8 của Quốc hội Virginia, một ghế trong Quốc hội ở Bắc Virginia sau đó do Jim Moran đương nhiệm của đảng Dân chủ 10 nhiệm kỳ. Ông đã bị đánh bại trong gang tấc bởi Murray trong một trận đấu chính ngày 8 tháng 6.

## Tuổi thơ và sự nghiệp
Berry có bằng cấp của Dartmouth College và Trường Luật Yale. Sau khi tốt nghiệp đại học, Berry làm thư ký cho Clarence Thomas tại Tòa án Tối cao Hoa Kỳ. Sau khi phục vụ trong ngành tư pháp, ông gia nhập Bộ Tư pháp Hoa Kỳ, nơi ông đã giúp tái ủy quyền của đạo luật PATRIOT của Hoa Kỳ và xây dựng luật để tuân theo các khuyến nghị của ủy ban 9/11. Trong thời gian ở Bộ Tư pháp, Berry đã giành giải thưởng John Marshall; giải thưởng cao nhất của bộ cho hiệu suất pháp lý của luật sư.
Sau nhiệm kỳ của mình tại Bộ Tư pháp, Berry giữ chức Phó Tổng Cố vấn và sau đó là Luật sư Chung cho Ủy ban Truyền thông Liên bang (FCC). Là nhân viên pháp lý cao nhất của Ủy ban, Berry chịu trách nhiệm cung cấp tư vấn pháp lý, cũng như bảo vệ các lệnh của Ủy ban tại tòa án.

## Đời tư
Berry, người đồng tính công khai, sống ở Arlington, Virginia với bạn đời của mình.